# FG Большого Пса
FG Большого Пса (лат. FG Canis Majoris) — одиночная переменная звезда в созвездии Большого Пса на расстоянии (вычисленном из значения параллакса) приблизительно 6719 световых лет (около 2060 парсеков) от Солнца. Видимая звёздная величина звезды — от +12,3m до +11,2m.

## Характеристики
FG Большого Пса — красная пульсирующая полуправильная переменная S-звезда типа SRB (SRB) спектрального класса S.